# Alberto Varvaro
Alberto Varvaro (Palermo, Sicilia, 13 de marzo de 1934 - Nápoles, 22 de octubre de 2014) fue un filólogo italiano, alumno de Salvatore Battaglia.

## Biografía
Alberto Varvaro se formó en la Universidad de Palermo y también hizo estancias a las universidades de Pisa, Zúrich y Barcelona. Fue catedrático de Filología románica de la Universidad Federico II de Nápoles, miembro de la Accademia della Crusca, miembro correspondiente del Accademia dei Lincei, fellow del Wolfson College de Cambridge y miembro correspondiente de la Academia de Buenas Letras de Barcelona (1981), entre otros. Participó activamente en numerosas sociedades científicas internacionales (por ejemplo, en la Société de Linguistique Romane, de la cual fue vicepresidente y presidente de 1995 a 1998; en la Société Rencesvals pour l'étude des épopées romanes, de la cual fue presidente de 2000 a 2003) e italianas (Società Italiana di Filología Romanza, Centro di studi filologici e linguistici siciliani).

## Obra
Publicó numerosos estudios de varias temáticas dentro de la filología románica. De literatura románica medieval, de lingüística románica. Uno de sus trabajos más importantes fue el Vocabolario Storico-Etimologico del Siciliano, editado en 2014. Se pueden destacar también los manuales Filología spagnola medioevale (Nápoles, 3 vol., 1965-71) y Avviamento alla filología francese medievale (Roma, 1993). También editó textos medievales (Rigaut de Berbezilh, Liriche, Bari, 1960) y fue director de la revista Medioevo Romanzo. Entre sus obras más destacadas:
- Studi sulla narrativa francese della seconda meta del XII secolo (Nápoles, 1966);
- Struttura e forma della letteratura romanza del medioevo (Nápoles, 1968);
- Storia, problemi e metodi della linguistica romanza (Nápoles 1968);
- La lingua e la società (Nápoles, 1978);
- La parola nel tempo (Bolonia, 1984);
- Letterature romanze del Medioevo (Bolonia, 1985);
- Linguistica romanza (Nápoles, 2001);
- Identità linguistiche e letterarie nell'Europa romanza (contiene Bibliografía de Alberto Varvaro, 1956-2003), Roma: Salerno, 2004. ISBN 88-8402-446-3.
- Vocabolario Storico-Etimologico del Siciliano (VSES), 2 vol., Strasbourg - Palermo, 2014. ISBN 979-10-91460-13-2.